# 伯母子岳
伯母子岳（おばこだけ）は、紀伊山地西部に属する奥高野の山である。日本二百名山の一つに数えられる。

## 概要
伯母子岳一帯は高野龍神国定公園に指定されている。熊野古道の一つ、小辺路が山頂東の伯母子峠を通っている。
山名の由来は、北側山麓の子ノ谷に住んでいた美貌の乳母に村の長者が子育てを頼んだことであるとされる。北側の「平集落」は流浪の武将、平維盛がこの地で生涯を終えたとする伝説があり、「平維盛歴史の里」としての施設がある。
山中はモミ、ツガおよびブナなどの原生林が広がる。山頂からは奥高野の山々、大峰山が一望できる。

## 登山ルート
大股橋詰から桧峠を経て山頂に至る。または高野龍神スカイラインの護摩壇山から林道奥千丈線の終点まで車道が通じ、ここから口千丈山1341mを経て稜線上を縦走して山頂に至る。

## ギャラリー

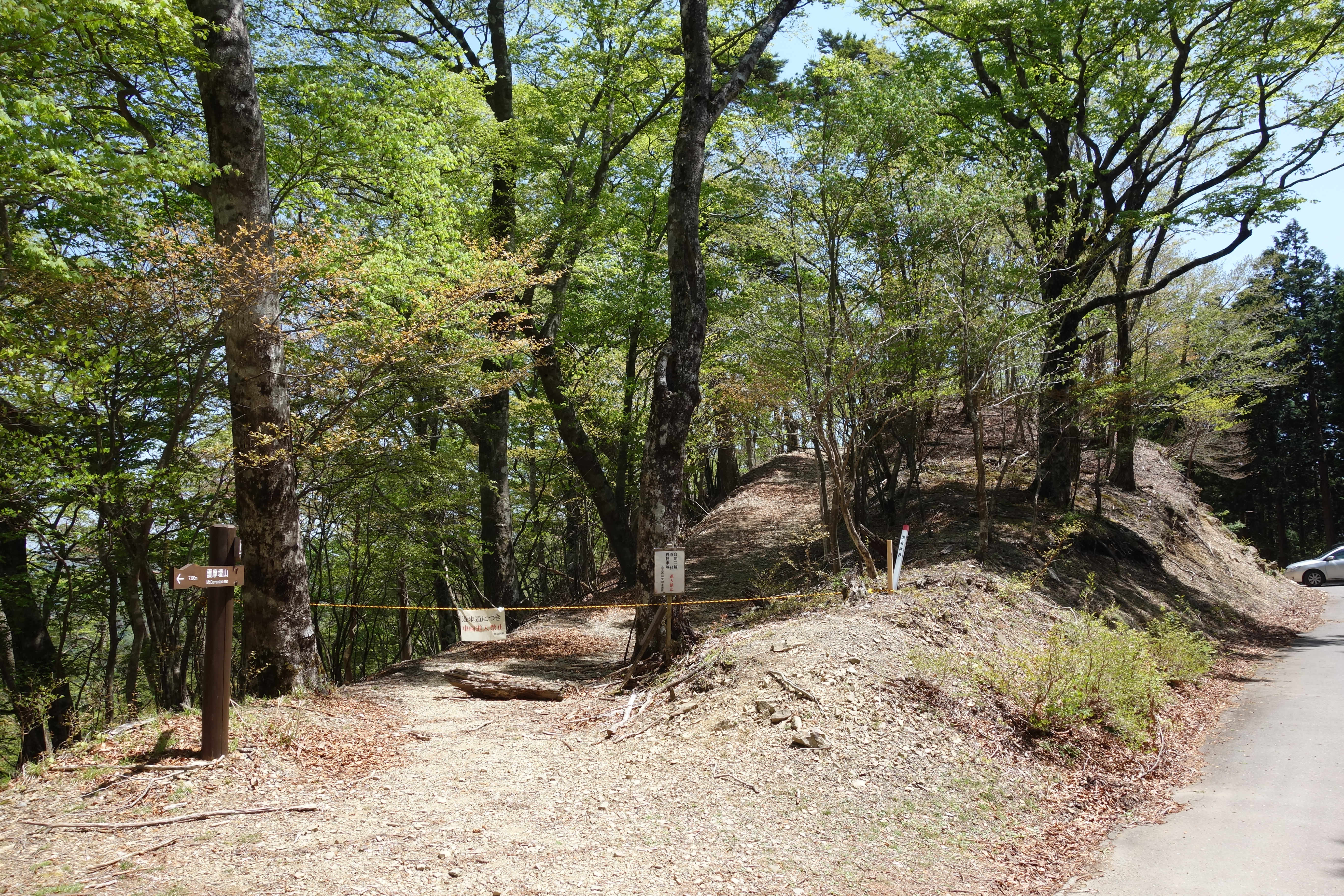
林道奥千丈線の登山口
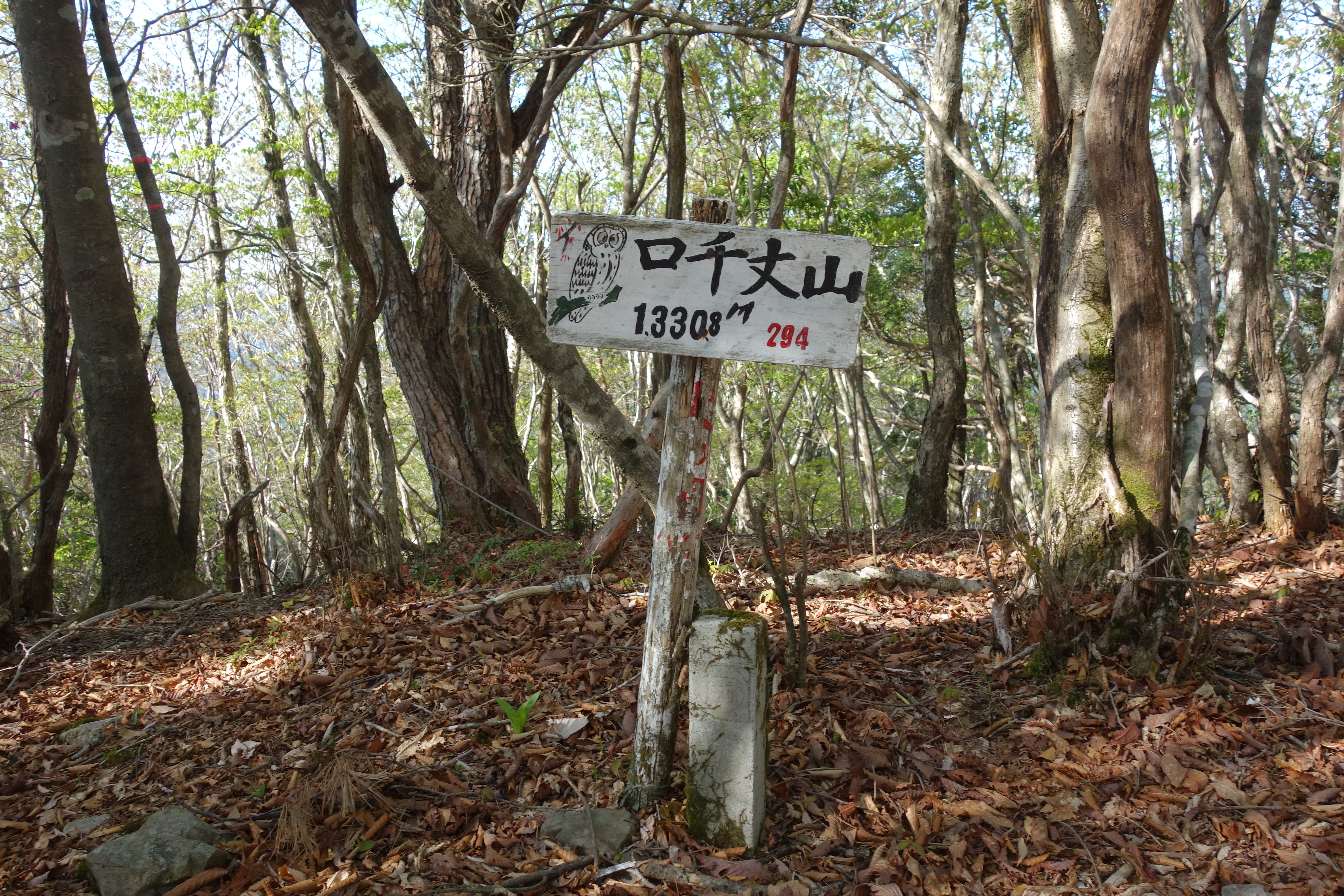
口千丈山
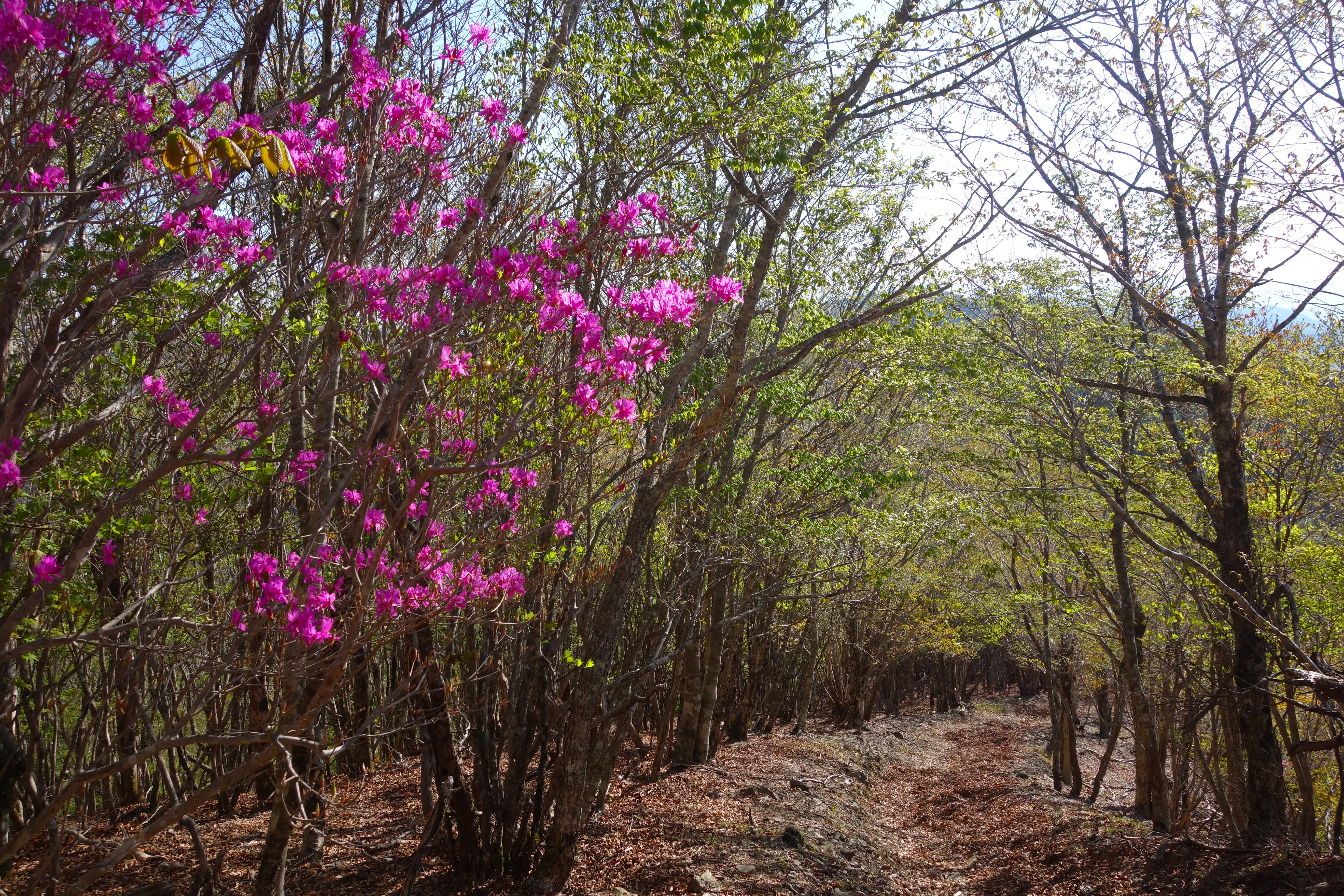
ミツバツツジ咲く登山道
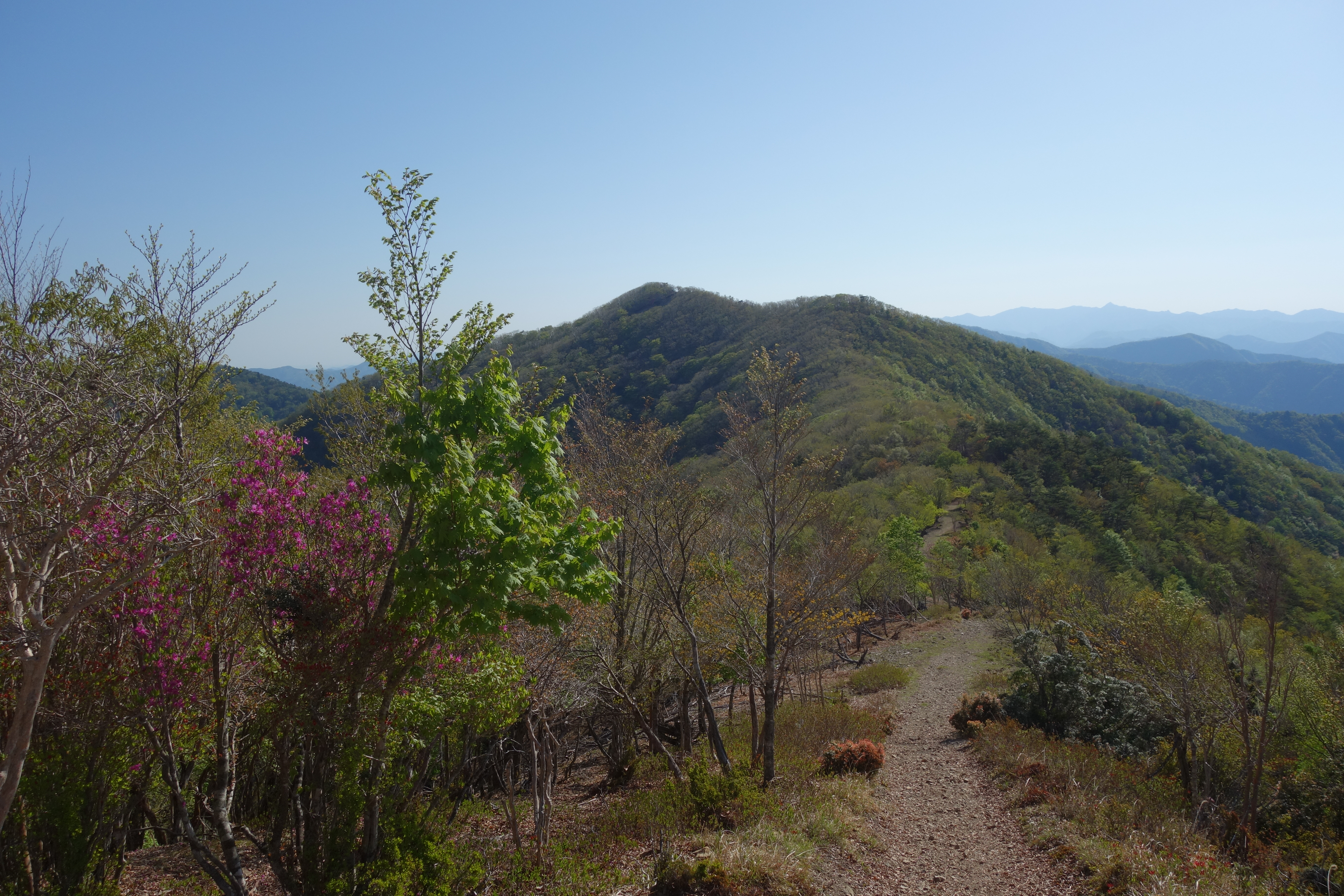
牛首の峰
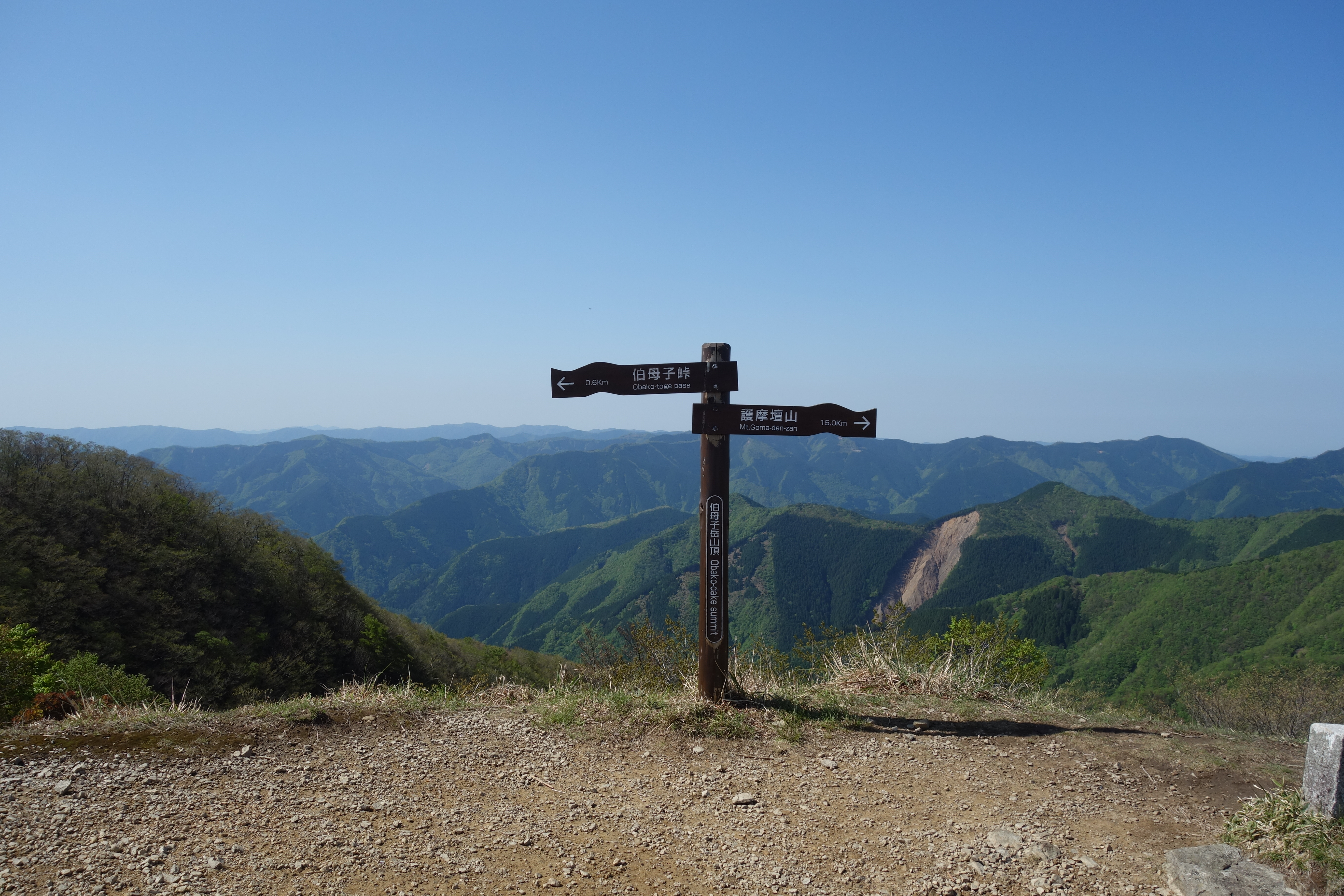
伯母子岳山頂
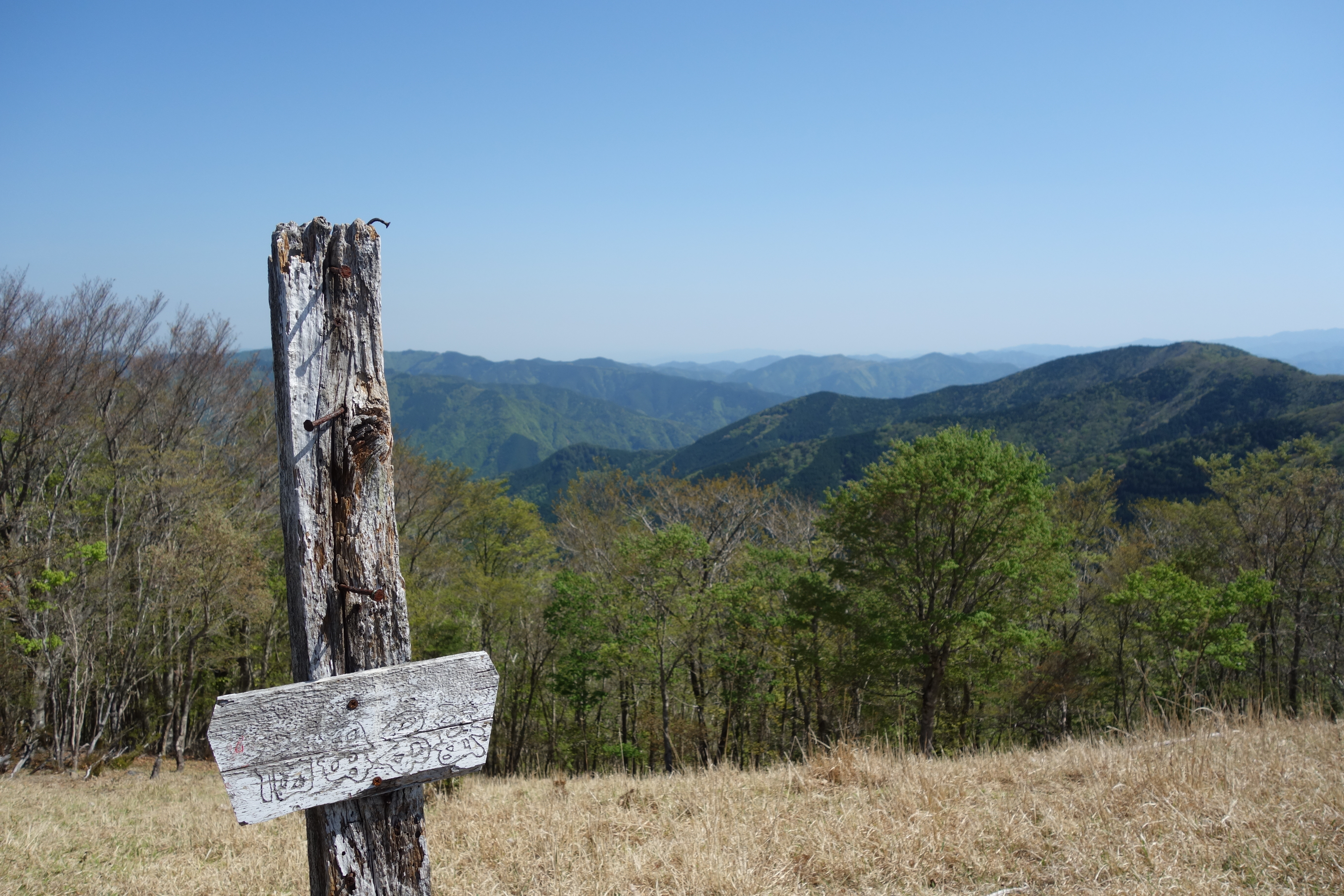
伯母子岳山頂
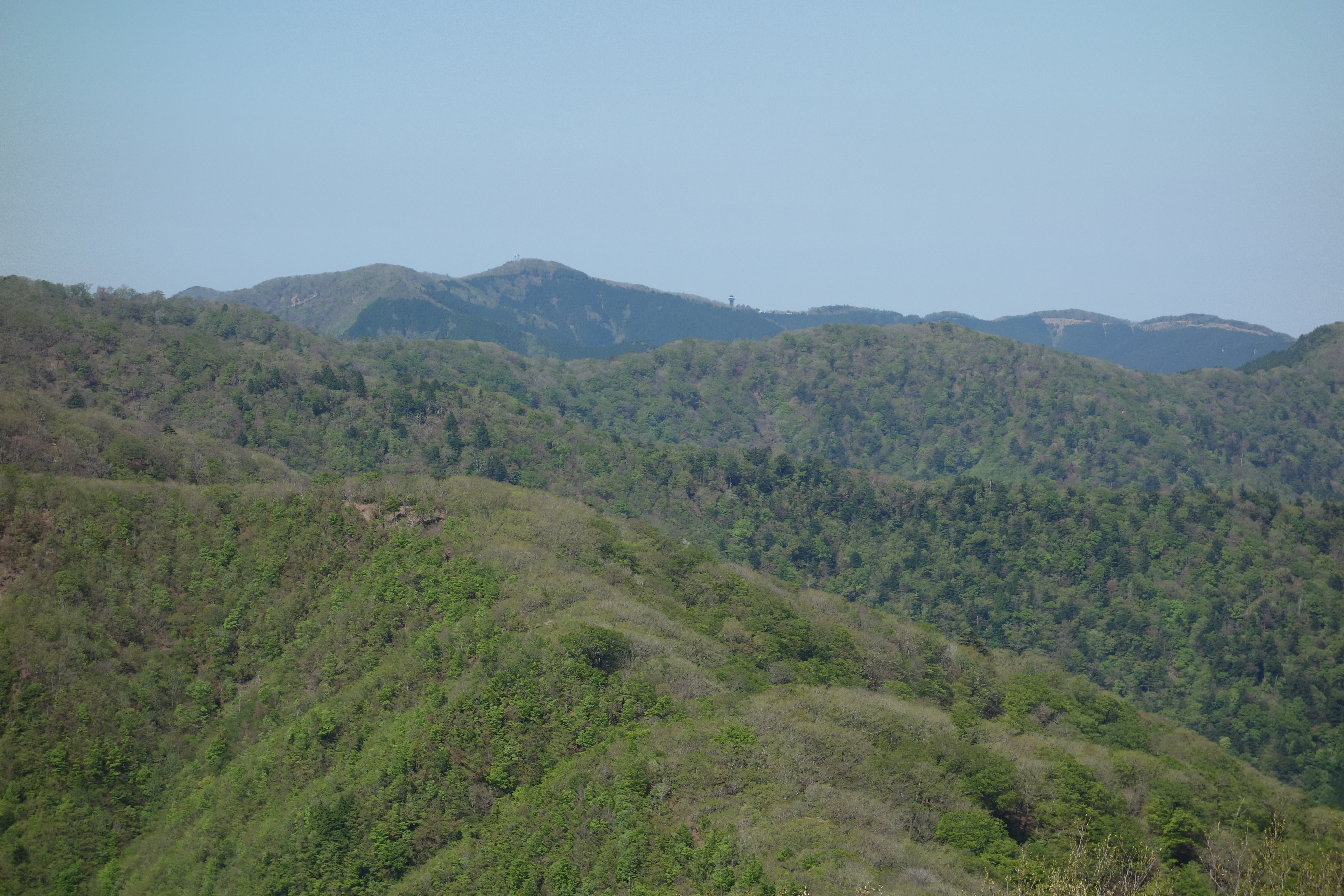
山頂から西南西に護摩壇山（最奥左）を見る
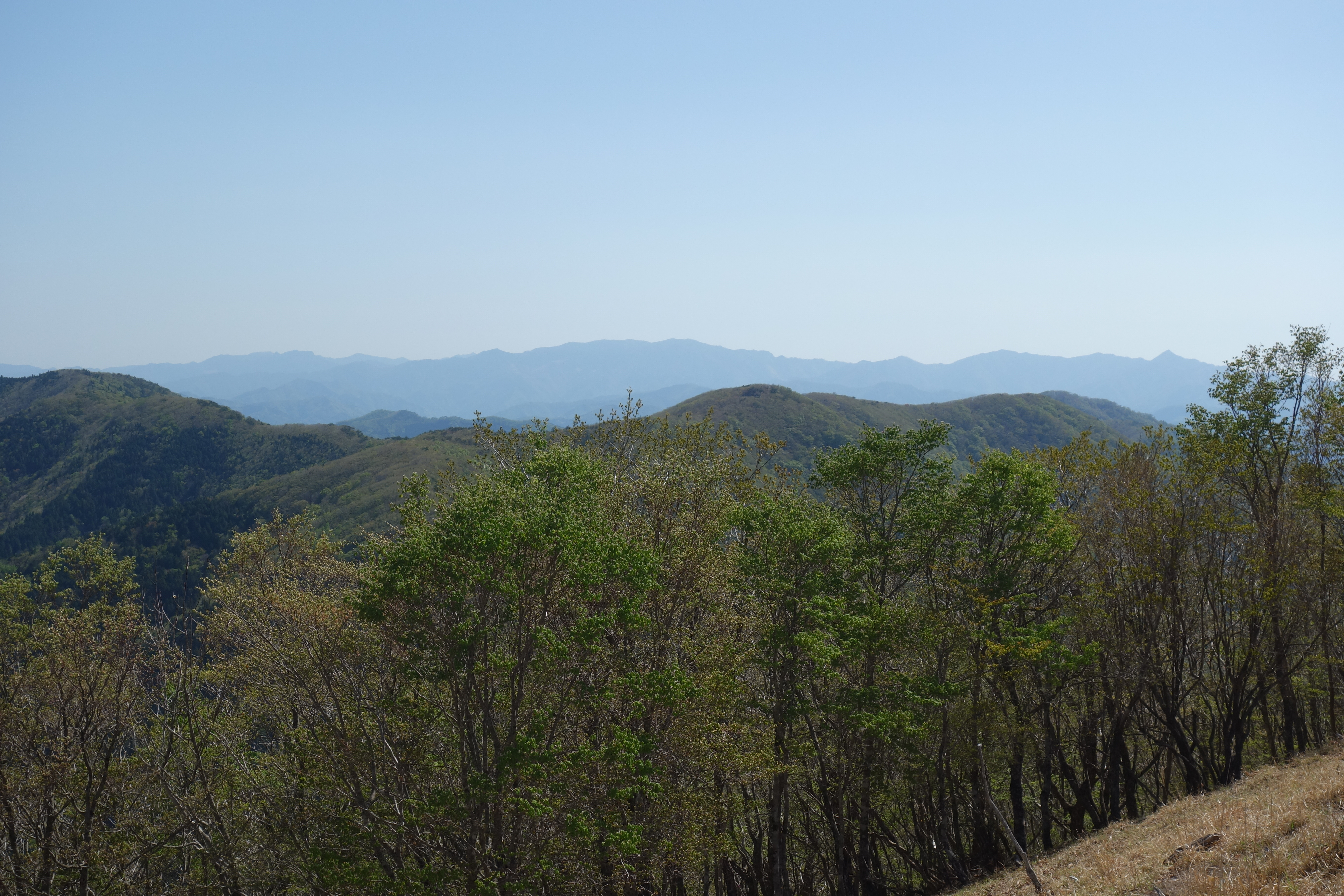
山頂から東北東の眺望。八経ヶ岳と釈迦ヶ岳